# Lago Cochrane/Pueyrredón
Il lago Cochrane/Pueyrredón è un lago delle Ande meridionali situato lungo il confine tra Cile e Argentina. La porzione cilena fa parte della Regione di Aysén e copre un'area di 175 km2; la porzione argentina fa parte della Provincia di Santa Cruz e copre un'area di 150 km2.
In Cile è chiamato lago Cochrane (il nome deriva dall'ammiraglio britannico Thomas Cochrane); in Argentina è chiamato lago Pueyrredón (dal militare e politico Juan Martín de Pueyrredón). Entrambi i nomi sono riconosciuti a livello internazionale.
È un lago di origine glaciale ed ha una profondità massima di 460 metri.
Sull'estremità ovest del lago si trova la città cilena di Cochrane.